# Бои при Плещеницах
Бои при Плещени́цах — боевые действия, происходившие с 29 ноября по 1 декабря во время Отечественной войны 1812 года возле и в деревне Плещеницы (65 км к северу от Минска) между авангардом русской армии под командованием Е. И. Чаплица и отступающими частями «Великой Армии» Наполеона.

## Ход событий
После переправы через Березину, перед продолжением марша к Вильно через Молодечно, французская армия собралась между Зембином и Плещеницами, имея в арьергарде корпус Виктора.
17 (29) ноября генерал С. Н. Ланской, узнавший о пребывании в Плещеницах раненого маршала Удино с небольшим эскортом, а также генерала Леграна, раненых офицеров и двух фурьеров из императорского обоза, совершил набег на деревню во главе своего отряда. Несмотря на малочисленность оборонявшихся, урывшихся в домах, набег был отбит итальянскими гренадерами генерала Доменико Пино, при этом Удино был ранен ещё раз. Не сумев взять эту импровизированную крепость приступом, генерал Ланской отводит свою кавалерию и начинает артиллерийский обстрел. Был взят в плен бригадный генерал Каменский.
В 4 часа утра 18 (30) ноября в деревню вступил кавалерийский отряд Жюно, шедший в авангарде отступавшей армии Наполеона, и окружение было снято. 18 (30) ноября Наполеон со своей главной квартирой и гвардией достиг Плещениц. В это время русский авангард под командованием Чаплица, двинувшись через замёрзшие болота поймы реки Гайны, мимо сожжённых французами мостов, достиг арьергард противника за Зембином и захватил 400 пленных и 7 орудий.
19 ноября (1 декабря) находившиеся в Плещеницах французские войска были атакованы казаками Платова, но атака была отбита подошедшими остатками корпусов Нея и Мезона (командовал корпусом вместо раненого Удино), поддержанными польским отрядом и остатками 9-го корпуса маршала Виктора. Весь день шли оборонительные бои. Линия обороны проходила по рубежу Гайна — Плещеницы — Слобода — Околово — Хатавичи (совр. д. Октябрь). В это же время на протяжении всей колонны отступавших войск отряды Чаплица и Платова совершали атаки. К концу дня французский арьергард отступил в сторону Молодечно, потеряв семь орудий, фуры с боеприпасами и имуществом, а также 1400 человек пленными.